# Ludwig Friedrich von Froriep

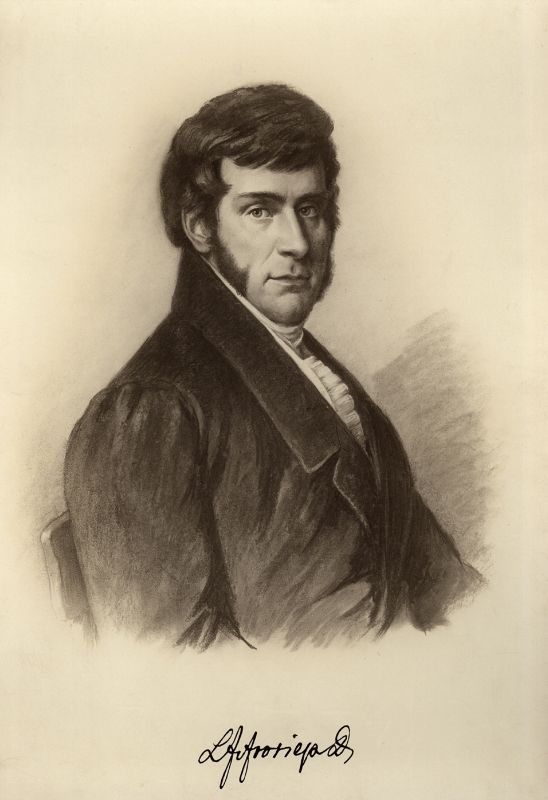
Ludwig Friedrich von Froriep

Ludwig Johann Friedrich Froriep, ab 1. Dezember 1810: von Froriep, (* 15. Januar 1779 in Erfurt; † 28. Juli 1847 in Weimar) war ein deutscher Hochschullehrer für Geburtshilfe, Vergleichende Anatomie und Chirurgie sowie Verleger in der späten Weimarer Klassik.

## Leben
Ludwig Friedrich Froriep war der Sohn des Theologieprofessors und Orientalisten Justus Friedrich Froriep (1745–1800) und dessen Frau Amalie Henriette Sophie, geb. Becker (1752–1784). Nach dem Besuch des Gymnasiums in Wetzlar studierte er ab 1796 in Jena Medizin. Dort wurde er von dem Theologen Johann Jakob Griesbach und seiner Ehefrau wie ein Sohn aufgenommen. Am 6. April 1799 wurde er promoviert. Von April bis September des Jahres schloss sich ein Studienaufenthalt an der Universität Wien an. 1800 wurde er an der Universität Jena zunächst Privatdozent und stellvertretender Direktor des herzoglichen Instituts für Geburtshilfe. Am 29. April 1801 heiratete er in Weimar Charlotte Bertuch (1779–1839), die Tochter des Verlegers Friedrich Justin Bertuch. Von September 1802 bis Mai 1803 hielt er sich zu Studien in Paris auf, die Rückreise erfolgte über Leiden und Amsterdam in den Niederlanden. Im Frühjahr 1803 erhielt er in Jena eine außerordentliche Professur.
1804 wechselte er als ordentlicher Professor für Geburtshilfe an die Friedrichs-Universität Halle. Seinen Schwerpunkt legte er dort mehr auf Naturgeschichte, vergleichende Anatomie und Chirurgie. Nachdem Napoleon zum 19. Oktober 1806 die Auflösung der Universität verfügte, war Froriep zunächst als praktischer Arzt in Halle tätig. Ab November 1807 bis Oktober 1808 hielt er sich in Berlin auf, wo die Gründung einer Universität vorgesehen war, die jedoch erst im Jahr 1810 den Lehrbetrieb aufnahm. Noch 1808 erhielt er von der wiedereröffneten Universität Halle den Dr. phil. h. c. verliehen. Er nahm jedoch im selben Jahr eine o. Professur für Chirurgie und Geburtshilfe an der Eberhard Karls Universität Tübingen an, wo man ihm 1810 zusätzlich auch die Lehre im Fach Anatomie übertrug. Am 1. Dezember 1810 wurde er zum Ritter des Königlich-Württembergischen Civil-Verdienst-Ordens ernannt, was mit der Erhebung in den persönlichen Adelsstand verbunden war.
Nach dem Vorbild seines Lehrers und Förderers Justus Christian Loder, der sich eine Sammlung von über 4.000 anatomischen Präparaten aufgebaut hatte, sammelte Froriep schon in Jena Anschauungsmaterial für die vergleichende Anatomie. Er setzte die Sammlung in Halle, Berlin und Tübingen fort; in Berlin erhielt er viel von der Veterinärschule, in Tübingen von der königlichen Menagerie. Als Georges Cuvier ihn 1811 in Tübingen besuchte, konnte er ihm 1.500 Stücke präsentieren.
Zum 1. Mai 1815 wurde er als Leibarzt von König Friedrich I. in Stuttgart berufen und am 16. April 1815 Mitglied der Medizinal-Sektion des Königlichen Ministeriums.
Im März 1816 wechselte Froriep nach Weimar, um seinen Schwiegervater (seinerzeit Leiter des Landes-Industrie-Comptoirs) zu unterstützen, und trat als Sachsen-Weimarischer Obermedizinalrat in die Führungsebene des Gesundheitswesens des Großherzogtums ein. Von August bis November 1817 hielt er sich in London auf, im September 1821 bereiste er Kopenhagen (Dänemark) und Lund (Schweden). Nach Bertuchs Tod 1822 übernahm er selbst das Kontor, war aber weiter auch ärztlich und medizinpublizistisch tätig. Froriep nahm im September 1822 an der Gründungsversammlung der Gesellschaft der deutschen Naturforscher und Ärzte teil. Im November desselben Jahrs wurde er zum Mitglied der Leopoldina mit dem Beinamen Willan gewählt. Ludwig Friedrich von Froriep pflegte engen Austausch mit Johann Wolfgang von Goethe. Ab 1823 war er Mitglied im Landtag von Sachsen-Weimar-Eisenach für den Stand der Bürger im Weimar-jenaischen Kreis. 1832 wurde er zum Ritter des Großherzoglichen Hausordens erhoben. Er erkrankte 1846 und starb im Jahr darauf in Weimar. Sein Sohn Robert Friedrich Froriep wurde ebenfalls Mediziner, sein Enkel August von Froriep Anatom.

## Froriep und Schillers Schädel
1826 wurden die dem 1805 verstorbenen Dichter Friedrich Schiller zugeschriebenen (jedoch damals nicht mehr sicher identifizierbaren) Gebeine vom Jacobsfriedhof Weimar geborgen. Im Herbst 1826 entlieh sich Goethe den Schädel und verfasste die berühmten Terzinen. 1827 wurden die vermeintlichen Schiller-Gebeine in die Weimarer Fürstengruft überführt. 1883 bezweifelte der Hallenser Anatom Hermann Welcker die Echtheit, 1911 präsentierte Ludwig Friedrich von Frorieps Enkel, der Anatom August von Froriep, einen anderen als den angeblich echten. Der zweite Schiller-Schädel wird daher in der Wissenschaft auch als Froriep-Schädel bezeichnet. Jahrelang stritt man, welcher der richtige ist. Der Fürstengruft-Schädel, d. h. der im Schiller-Sarkophag in der Fürstengruft befindliche Schädel, ist Totenmasken, Büsten und Gemälden von Schiller sehr ähnlich. 2008 ergab eine DNA-Analyse, dass im Schillersarkophag die Gebeine von drei verschiedenen Menschen liegen und die zwei Schädel beide nicht von Schiller sind. Der Genealoge
Ralf G. Jahn, der Schillers Vorfahren und Verwandte erforschte, stellte nach ausführlichen Quellenuntersuchungen die Hypothese auf, dass es wenig wahrscheinlich ist, dass ein anderer als Ludwig Friedrich von Froriep den Schädel gezielt ausgetauscht haben könnte. Er besaß die Fachkompetenz, die Gelegenheit und hatte als Anhänger von Franz Joseph Gall ein Motiv. Froriep war der Leiter der ärztlichen Kommission, die den Fürstengruft-Schädel als Schiller-Schädel präsentierte, und es war seinem maßgeblichen Einfluss zu verdanken, dass die Welt in dem Fürstengruft-Schädel den Schiller-Schädel zu erblicken glaubte. Er besaß in unmittelbarer Nähe zu Schillers Begräbnisstätte eine der umfangreichsten Schädel- und Knochensammlungen seiner Zeit, mit mindestens 1.500 Einzelstücken.

## Schriften (Auswahl)
- De recto emeticorum usu. Diss. inaug. April 1799.[14]
- De methodo neonatis asphycticis svccvrrendi dissertatio. Jena 1801. Digitalisat.
- Kurze Darstellung der vom Herrn D. Gall in Wien auf Untersuchungen über die Verrichtungen des Gehirns gegründeten Theorie der Physiognomik. In: Magazin für den neuesten Zustand der Naturkunde. 2. Band, 3. Stück. Verlag des Industrie-Comptoirs, Weimar 1801, S. 411–468 und Tafel VI.
  - Darstellung der neuen, auf Untersuchungen der Verrichtungen des Gehirns gegründeten Theorie der Physiognomik des Herrn Dr. Gall in Wien. [Mit einem Schreiben von F. J. Gall.] Dritte [ ! ] sehr vermehrte Auflage. Hochenleitterische Kunst- und Buchhandlung, Wien 1802. Digitalisat.
  - Darstellung der neuen, auf Untersuchungen der Verrichtungen des Gehirns gegründeten, Theorie der Physiognomik des Hn. Dr. Gall in Wien. Dritte, vermehrte und berichtigte Ausgabe. Verlag des Landes-Industrie-Comptoirs, Weimar 1802. Digitalisat.
- Bibliothek für die vergleichende Anatomie. Erster Band. Weimar 1802. Digitalisat.
- Ueber die Nachbildungen der Vaginalportion des Uterus und des Muttermundes (hysteroplasmata) in verschiedenen Perioden der Schwangerschaft und Geburt, auch über das Pelviarium von papier maché. In: Journal für die Chirurgie, Geburtshülfe und gerichtliche Arzneykunst. Vierten Bandes Erstes Stück 1802, S. 182–190.
- Theoretisch-praktisches Handbuch der Geburtshülfe, zum Gebrauche bey academischen Vorlesungen und für angehende Geburtshelfer. Landes-Industrie-Comptoir, Weimar 1802. Digitalisat. 9. Ausgabe 1832.
- Beschreibung und Abbildung des Riesen-Kranichs. (Grus gigantea.) In: Magazin für den neuesten Zustand der Naturkunde mit Rücksicht auf die dazu gehörigen Hülfswissenschaften. 6. Band, 1803, S. 261–264 und Tafel VI.
- Ueber das Knochengerüste des Straußes. In: Magazin für den neuesten Zustand der Naturkunde mit Rücksicht auf die dazu gehörigen Hülfswissenschaften. 7. Band, 1804, S. 441–444 und Tafel VIII.
- C. Dumerilʼs Analytische Zoologie. Aus dem Französischen, mit Zusätzen. Weimar 1806. Digitalisat.
- Ueber die anatomischen Anstalten zu Tübingen, von Errichtung der Universität bis auf gegenwärtige Zeit. Landes-Industrie-Comptoir, Weimar 1811. Digitalisat.
- Einige Worte über den Vortrag der Anatomie auf Universitäten. Nebst einer neuen Darstellung des Gekröses und der Netze, als Fortsätze des Bauchfells. Landes-Industrie-Comptoir, Weimar 1812. Digitalisat.
- Ueber Anatomie in Beziehung auf Chirurgie. Nebst einer Darstellung der relativen Dicke und Lage der Muskeln am Ober- und Unterschenkel. Weimar 1813. Digitalisat.
- Ueber die Lage der Eingeweide im Becken, nebst einer neuen Darstellung derselben. Weimar 1815. Digitalisat.
- Herausgeber (zusammen mit Justin Bertuch) der politischen Zeitung Oppositions-Blatt oder Weimarische Zeitung (mit Beilage zum Oppositions-Blatte). Weimar 1817‒1820.[15] Digitalisate.
- Begründer und Herausgeber der Schriftenreihe Notizen aus dem Gebiete der Natur- und Heilkunde, 1822–1836 in 50 Bänden erschienen und 1847–1849 von Robert Froriep mit M. J. Schleiden als Notizen etc. (3. Reihe) wieder aufgenommen (Digitalisate); von 1837 bis 1846 in 40 Bänden mit Robert Froriep unter dem Titel Neue Notizen etc. (Digitalisate).
- Ueber bessere Begründung der medicinischen Diagnostik. In: Notizen aus dem Gebiete der Natur- und Heilkunde No. 31, April 1822, Spalte 137–143.
- Geburtshülfliche Demonstrationen, eine auserlesene Sammlung der nöthigsten Abbildungen für die Geburtshülfe, erläutert zum Unterricht und zur Erinnerung. 11 Hefte, Weimar 1824–1832.
- Amtliche Aeußerungen, über die im Großherzogthum Sachsen-Weimar-Eisenach gegen die Cholera gerichteten Medicinal-polizeilichen Maaßregeln. Verlag des Landes-Industrie-Comptoirs, Weimar 1832. Digitalisat.
- Der Nautilus Pompilius. In: Notizen aus dem Gebiete der Natur- und Heilkunde. 38. Band (No. 815), August 1833, Spalte 1–8.
- Ueber das Eigenthümliche der deutschen Universitäten. Ein Vortrag in der K. P. Academie gemeinnütziger Wissenschaften zu Erfurt am 10. September 1833. Weimar 1833. Digitalisat.
- Veraltete Luxationen; vom Standpuncte der Chirurgie und der Medicinalpolizei betrachtet. Verlag des Landes-Industrie-Comptoirs, Weimar 1834. Digitalisat.
- Ueber die Anatomie des Lymphsystems. In: Neue Notizen aus dem Gebiete der Natur- und Heilkunde. No. 79 und 80, November 1837, Spalte 193–200 und 209–214.
- [Begegnungen mit Schiller]. In: Schillerʼs Album. Eigenthum des Denkmals Schillerʼs in Stuttgart. 1837, S. 77.
- Ueber Lebens-Versicherungs-Anstalten, Bemerkungen vom medicinischen Standpuncte. Verlag des Landes-Industrie-Comptoirs, Weimar 1837. Digitalisat.
- Begründer des Jahrbuchs Fortschritte der Geographie und Naturgeschichte, Weimar 1846–1848, in 5 Bänden erschienen. (Digitalisate)